# Монтекорвіно-Ровелла
Монтекорвіно-Ровелла (італ. Montecorvino Rovella) — муніципалітет в Італії, у регіоні Кампанія, провінція Салерно.
Монтекорвіно-Ровелла розташоване на відстані близько 250 км на південний схід від Рима, 65 км на схід від Неаполя, 19 км на схід від Салерно.
Населення — 12 789 осіб (2014).
Щорічний фестиваль відбувається 29 червня,. Покровитель — SS. Pietro e Paolo.

## Демографія
Населення за роками:

Станом на 1 січня 2023 року в муніципалітеті офіційно проживав 661 іноземець з 29 країн, серед них 264 громадяни країн Євросоюзу та 54 громадяни України.

## Сусідні муніципалітети
- Ачерно
- Баттіпалья
- Белліцці
- Джиффоні-Валле-П'яна
- Монтекорвіно-Пульяно
- Олевано-суль-Тушіано